# Meioneta laimonasi
Meioneta laimonasi là một loài nhện trong họ Linyphiidae.
Loài này thuộc chi Meioneta. Meioneta laimonasi được Andrei V. Tanasevitch miêu tả năm 2006.